# Dorfkirche Püggen

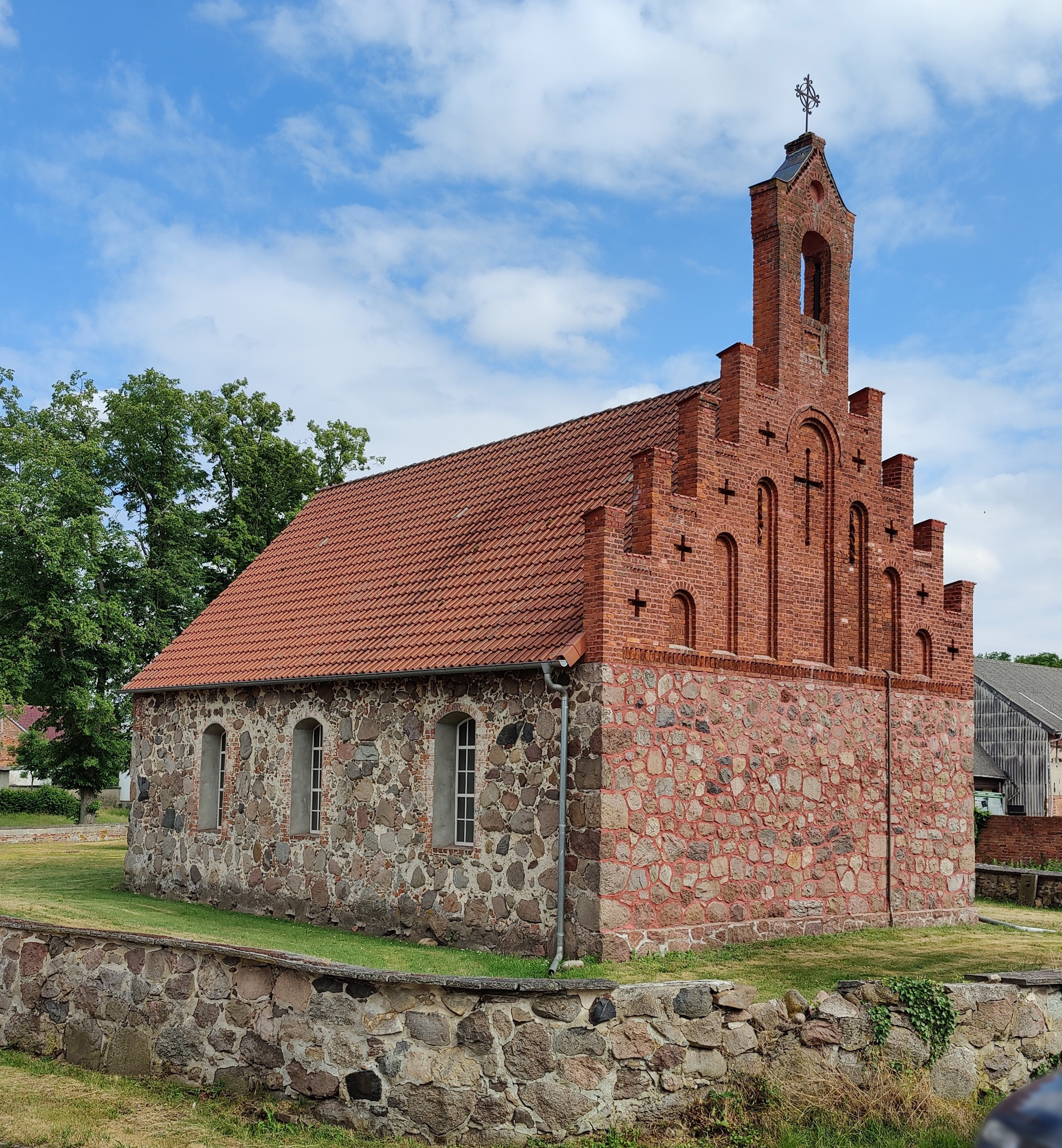
Dorfkirche Püggen

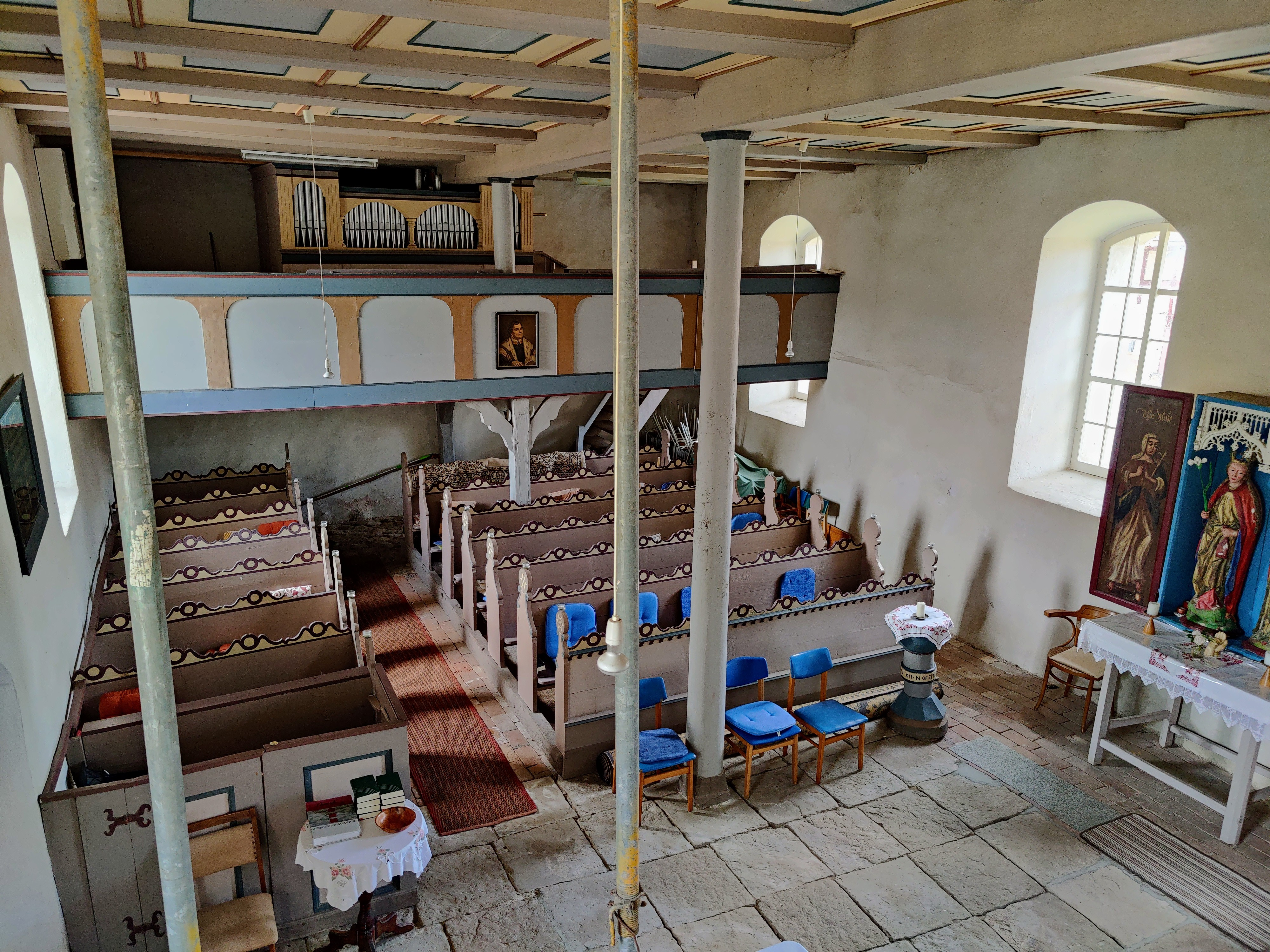
Innenansicht nach Westen

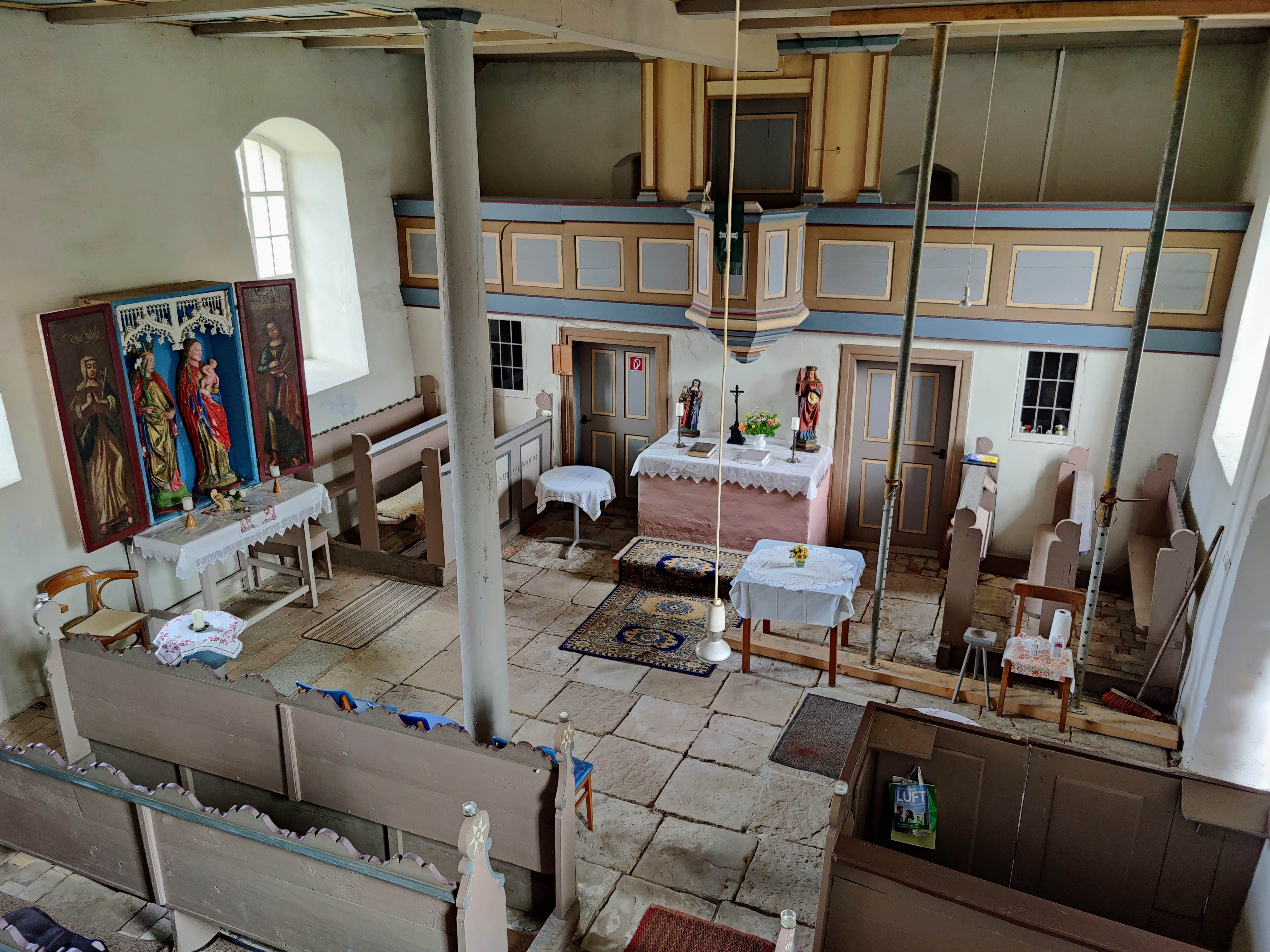
Innenansicht nach Osten

Die evangelische Dorfkirche Püggen ist eine spätmittelalterliche Saalkirche im Ortsteil Püggen von Kuhfelde im Altmarkkreis Salzwedel in Sachsen-Anhalt. Sie gehört zum Pfarrbereich Rohrberg im Kirchenkreis Salzwedel der Evangelischen Kirche in Mitteldeutschland.

## Geschichte und Architektur
Die kleine rechteckige Saalkirche wurde aus unregelmäßigem Feldsteinmauerwerk erbaut; der Westgiebel ist aus Backstein gemauert und mit einer Blendengliederung und Pfeilern auf den Giebelstaffeln versehen; das Ganze ist die Abwandlung eines Musterentwurfs aus dem Jahr 1844 von Friedrich August Stüler. Für die Bronzeglocke von 1648 wurde ein Anbau am Ostgiebel errichtet, nachdem am Westgiebel statische Probleme aufgetreten waren. Bis 2014 konnte die Glocke nur von Hand geläutet werden. Die ursprünglich schlitzartigen Fenster sind an der Süd- und an der Ostseite erkennbar. Im Südportal ist ein auf das Jahr 1726 datiertes Türblatt eingesetzt.
Das Innere ist mit einer gefelderten Decke auf einem Unterzug mit Rundstützen abgeschlossen. Im Westen und im Osten sind Emporen eingebaut; an der östlichen Empore ist die Kanzel angefügt.

## Ausstattung
Das Hauptstück der Ausstattung ist ein spätgotischer Altarschrein aus dem dritten Viertel des 15. Jahrhunderts mit der Muttergottes und weiblichen Heiligen. Die Flügelinnenseiten sind mit Allegorien der Buße und des Glaubens bemalt und stammen vermutlich vom Ende des 17. Jahrhunderts. Die aus einem Baumstamm gehauene Taufe ist auf das Jahr 1693 datiert. Das Gestühl, ebenfalls aus dem Jahr 1693, ist auf der Frauenseite mit einfachen ornamentalen Aufsätzen versehen, auf der schlichter gestalteten Männerseite mit Namenszügen der Besitzer. Weiterhin ist ein hölzerner Opferstock erhalten. Zwei kleine Schnitzfiguren aus dem dritten Drittel des 15. Jahrhunderts stellen Barbara und Anna selbdritt dar, das zugehörige Jesuskind ist nicht erhalten. Eine Gedenktafel erinnert an die fünf Gefallenen des Ersten Weltkriegs aus Püggen.

## Orgel

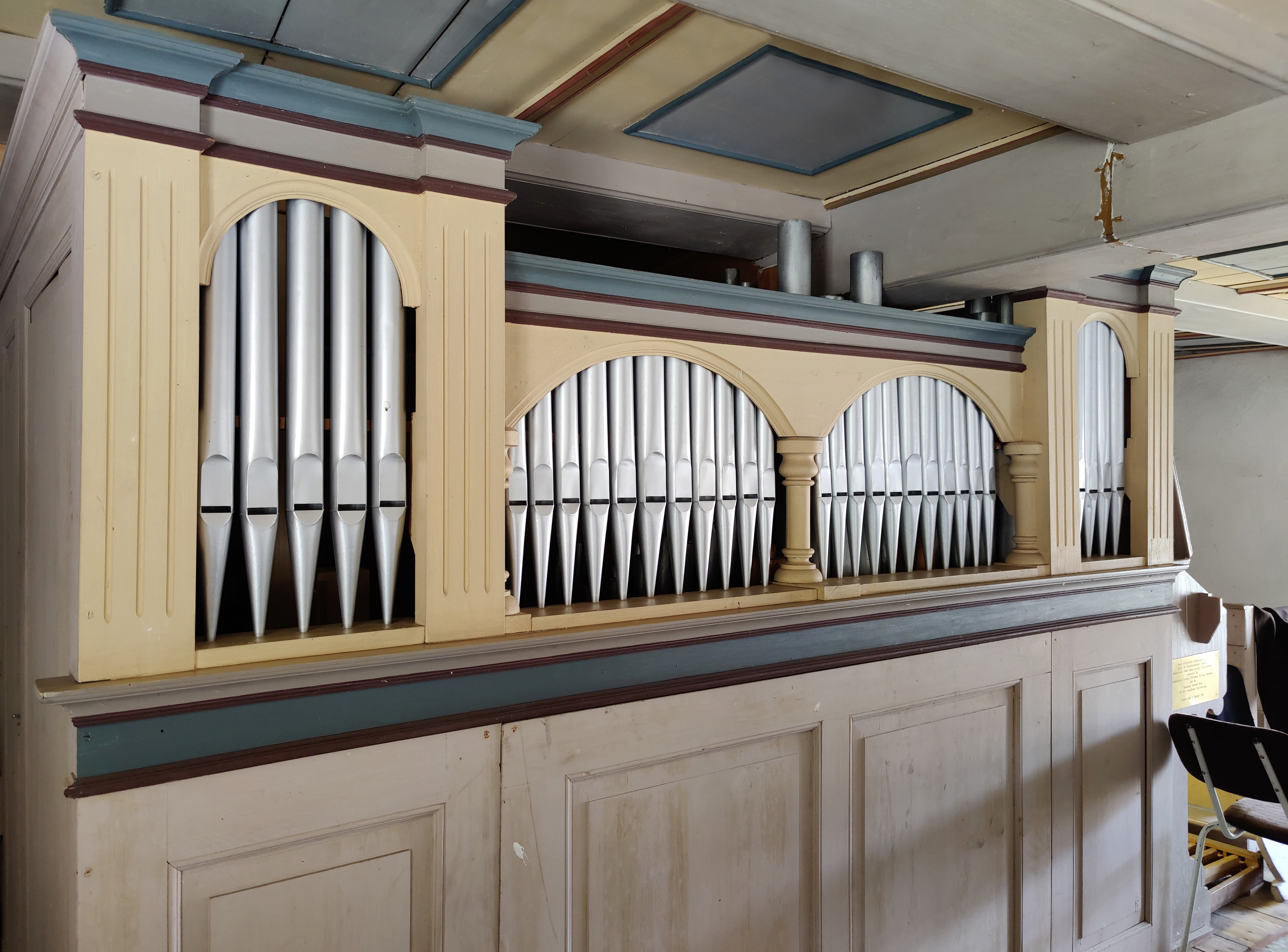
Orgel

Die Orgel mit ihrem breitgelagerten Prospekt ist ein Werk des Magdeburger Orgelbauers Eduard Beyer aus dem Jahr 1913. Fünf Register verteilen sich auf ein pneumatisch traktiertes Manual- und Pedalwerk auf Membranenladen. Aufgrund der geringen Höhe auf der Empore mussten die Subbasspfeifen liegend installiert werden. Nach jahrzehntelanger Unspielbarkeit wurde 2010 ein erstes Register aufgearbeitet, die vier restlichen folgten 2011. Die Arbeiten wurden von dem Salzwedeler Orgelbauer Jörg Dutschke ausgeführt. Die Disposition lautet:
| Manual C–f3 |    |
| Prinzipal   | 8′ |
| Hohlflöte   | 8′ |
| Gambe       | 8′ |
| Oktave      | 4′ |

| Pedal C–d1 |     |
| Subbaß     | 16′ |

- Koppeln: Pedalkoppel, Manual-Superoktavkoppel